# Sandro Schärer
Sandro Schärer (nascut el 5 de juny de 1988) és un àrbitre professional suís. Des del 2015 és internacional absolut de la FIFA.